# 東北大学野球連盟
東北大学野球連盟（とうほくだいがくやきゅうれんめい）とは、東北地域に所在の大学の硬式野球部が所属する大学野球の組織である。
1991年の全国の地区連盟改編の試験的な導入と、その2年後の継続決定により正式に消滅。
在期中を通して全日本大学野球連盟の機構上は単独連盟としては認められておらず、北部地区大学野球連盟（東北地区）の内部連盟として存在していた組織。

## 略史
戦後の学制改革後に発足した全国新制大学野球連盟の北海道と東北の全地域を対象にした北海道東北地区に端を発しているが、後の全日本大学野球連盟の結成に伴い傘下の北部地区大学野球連盟内の東北地域の総括組織として発足したのが始まり。設立当初は、全日本大学野球選手権大会に向けて地域内地の全参加校での一斉のトーナメントを実施していた。（当初は東北代表決定後に北海道代表と北部地区としての代表決定戦を実施。）
全日本大学野球選手権大会の開始3年後には北海道地区が分離独立したため、北部地区内には東北大学大学野球連盟1連盟となった。
その後、東北大学野球連盟所属校から仙台の有力校らが仙台六大学野球連盟を結成したため、仙台六大学野球連盟に所属するチームによる東北全域の大学野球連盟となる。（代表決定戦を、東北連盟代表と仙台六大学連盟との間で実施。）
当初の全校トーナメントから総当たり戦に移行（導入時期の詳細は不明）してからは、地域内の対象エリアが広範囲になるため、北奥羽（青森・岩手・秋田）と南奥羽（山形・福島）に分かれたリーグ戦を実施した。なお、連盟の在期間中の優勝校は全て北奥羽リーグ所属校によるもの。
その後全日本大学野球選手権大会の出場枠拡大で北部地区から出場枠が1増になる際、地区内の東北と仙台六大学両連盟の単純独立ではなく北部地区内を再編成することになり、東北大学野球連盟・北奥羽リーグを北東北大学野球連盟として独立。同南奥羽リーグは南奥羽大学野球連盟となり、仙台六大学とともに南東北大学野球連盟（南東北地区）を編成。（当時のこの地区連盟は南奥羽大学野球連盟の改称後の名称と同じものを用いているが別。）この改編を持って東北大学野球連盟は解散になった。

## 沿革
- 1947年　全国新制大学野球連盟の結成に伴い北部地区を設置
- 1952年　全日本大学野球連盟への発展的解消に伴い北部地区大学野球連盟として移行
- 1955年　全日本大学野球連盟の代表決定に関して北海道地区を分離
- 1969年　北部地区内に仙台六大学野球連盟が誕生。（誕生当時の代表決定戦については詳細不明）
- 1991年　全日本大学野球選手権大会の出場枠拡大に伴い、北部地区大学野球連盟を改編。東北大学野球連盟北奥羽リーグは北東北大学野球連盟として独立。同南奥羽リーグは南奥羽大学野球連盟として仙台六大学野球連盟と共に新たに地区連盟としての南東北大学野球連盟を編成。両連盟代表にて地区代表決定戦を開始。以上をもって東北大学野球連盟は消滅となった。（但し、当時この措置は向こう3年間の試験的な措置として導入され、正式な改編継続は2年後の1993年に決定された。）

## 運営方法

### 1952年～1969年
- 構成

（詳細不明）
- 対戦方法

全参加校でのトーナメント戦を実施。

### 1970年～19??年
- 構成
  - 東北大学野球連盟
  - 仙台六大学野球連盟

### 19??年～1990年
- 構成
  - 東北大学野球連盟　（北奥羽リーグ・南奥羽リーグ）
  - 仙台六大学野球連盟
- 対戦方法

各リーグで代表決定後、順次代表校間で2戦先勝方式の代表決定戦を実施

## 2戦先勝方式
同一の対戦校に対して先に2勝したチームがその相手校との対戦に勝利したとして対戦を終了する。（1勝1敗の場合は第3戦を行い決着を付ける。）

## 試合会場
持ち回りの為、主催が担当の各連盟近隣所在の球場を使用。